# حاجي خيل (قبيلة)
حاجي خيل هي عشيرة بشتونية من شامكانيس [الإنجليزية]
 وتارين [الإنجليزية]
. تُعتبر حاجي خيل طائفة فرعية في عشيرة ساربان [الإنجليزية]
، ونورزاي [الإنجليزية]
 وهارونزاي وتارين [الإنجليزية]
. يُعتقد أنهم من أصل عربي، وتحديدًا من نسل حاجي سيد أحمد شاه؛ وقد اندمجوا مع المجتمعات البشتونية. استقروا في تورا شاه، وبيشين، وبلوشستان، اللاتي يقعن في باكستان اليوم.
يعتبر حاجي خيل من البشتون ثقافيًا ولغويًا ويعرفون باسم "خانان" في القبائل البشتونية الأخرى والتي تعني "الحاكم" ولهذا السبب يستخدم معظمهم لقب "خان".